# Ignazio Silone
Ignazio Silone, pseudònim de Secondino Tranquilli (Pescina, 1900-Ginebra, 1978), és un dels escriptors italians més llegits i traduïts del segle xx.
Nascut al si d'una família de camperols, resta orfe en el terratrèmol de la Marsica (1915). Als 17 anys inicia l'activitat política en les files socialistes i contribueix a fundar el 1921 el Partit Comunista. Sota el feixisme, esdevé un activista clandestí, tant a Itàlia com a l'estranger. El 1930, en l'època de les porgues estalinistes, abandona el partit i passa a estar sota sospita tant dels comunistes com dels feixistes.
L'allunyament del comunisme li fa repensar la seua identitat com a “cristià sense Església i socialista sense partit”. Refugiat a Suïssa, escriu, entre d'altres, l'assaig L'escola dels dictadors i les novel·les Fontamara o Pa i vi, que li reportaran fama internacional com a escriptor compromès.
El 1944 torna a Itàlia i esdevé diputat socialista en l'Assemblea Constituent de 1946. En la seua fructífera activitat literària dels últims anys destaquen El secret de Luca, Eixida d'emergència, L'aventura d'un pobre cristià i Severina.
Per a Silone, l'esperança és el principal vestigi cristià en un món que ha perdut la fe i ha renegat de la caritat, una virtut de resistència que apareix com el moment religiós de la consciència laica.

## Obres traduïdes en valencià-català
- Fontamara, traducció i presentació de Joan Fuster, col·lecció "El Club dels novel·listes", Club Editor, Barcelona, 1967 i Edicions de 1984, Barcelona, 1987.
- L'escola dels dictadors, traducció d'Edmon Vallès, Edicions 62, Barcelona, 1982.
- Severina, traducció de Joaquim Juan-Mompó Rovira i introducció a cura de Giulia P. Di Nicola i Attilio Danese, col·lecció Rent, editorial Denes, Paiporta, 2010.